# Rakytník
Rakytník, ungarisch Rakottyás (bis 1964 slowakisch „Rokytník“ – bis 1927 auch „Rokytáš“) ist eine Gemeinde in der südlichen Mittelslowakei mit 342 Einwohnern (Stand 31. Dezember 2024), die im Okres Rimavská Sobota, einem Kreis des Banskobystrický kraj, liegt und zur traditionellen Landschaft Gemer gehört.

## Geographie

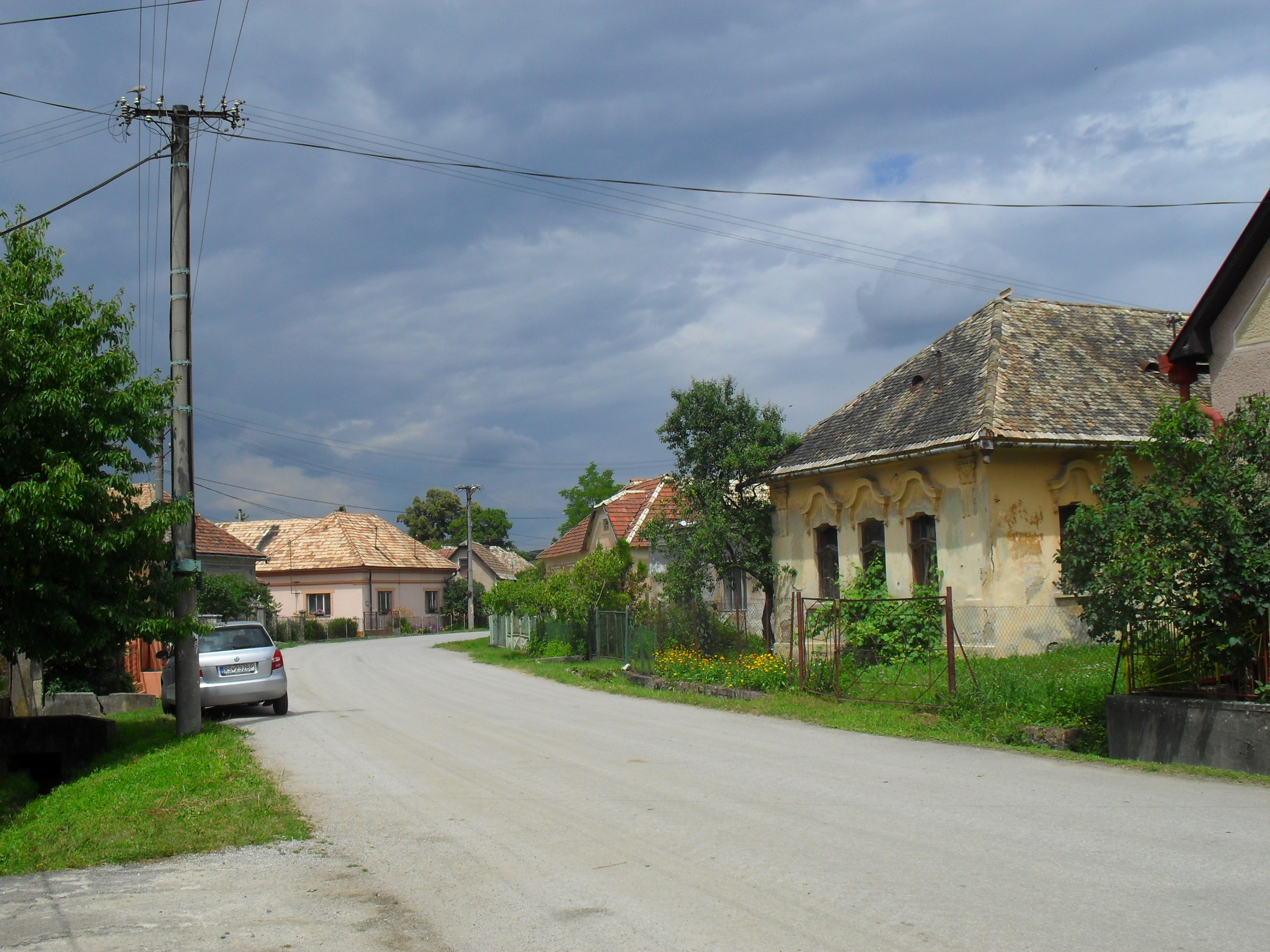
Straßenansicht in Rakytník

Die Gemeinde befindet sich im nördlichen Teil des Talkessels Rimavská kotlina (Teil der größeren Einheit Juhoslovenská kotlina), am linken Ufer des Baches Rakytník, kurz vor der Mündung in den Blh im Einzugsgebiet der Rimava. Das Ortszentrum liegt auf einer Höhe von 181 m n.m. und ist 14 Kilometer von Rimavská Sobota entfernt.
Nachbargemeinden sind Uzovská Panica im Norden, Gemerské Michalovce im Nordosten, Kaloša im Osten, Bátka im Süden und Tomášovce im Westen.

## Geschichte

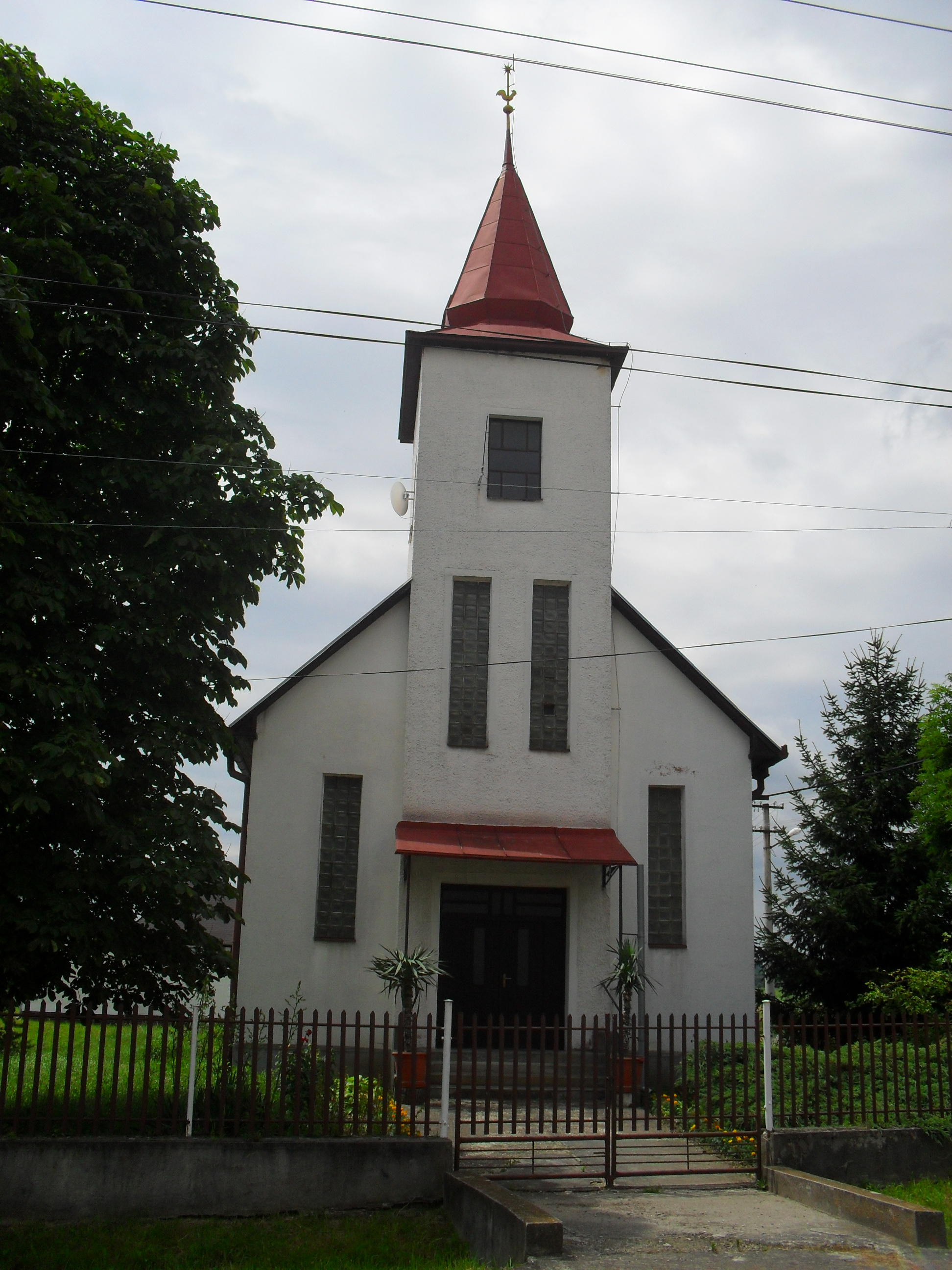
Reformierte Kirche im Ort

Rakytník wurde zum ersten Mal 1451 als Rakathyas schriftlich erwähnt und entwickelte sich im Laufe der Jahrhunderte als landadliges landwirtschaftliches Dorf. 1828 zählte man 15 Häuser und 114 Einwohner, die als Landwirte beschäftigt waren. Im 19. Jahrhundert besaß das Geschlecht Mariássy ein Großgut im Ort.
Bis 1918/19 gehörte der im Komitat Gemer und Kleinhont liegende Ort zum Königreich Ungarn und kam danach zur Tschechoslowakei beziehungsweise heute Slowakei. Auf Grund des Ersten Wiener Schiedsspruchs lag der Ort von 1938 bis 1944 noch einmal in Ungarn. 
Von 1964 bis 1990 war Rakytník Teil der Gemeinde Uzovská Panica.

## Bevölkerung
| Jahr                | 1994 | 2004    | 2014     | 2024    |
| ------------------- | ---- | ------- | -------- | ------- |
| Anzahl der Personen | 256  | 260     | 323      | 342     |
| Unterschied         |      | +1,56 % | +24,23 % | +5,88 % |

| Jahr                | 2023 | 2024    |
| ------------------- | ---- | ------- |
| Anzahl der Personen | 341  | 342     |
| Unterschied         |      | +0,29 % |

Gemäß der Volkszählung 2011 wohnten in Rakytník 317 Einwohner, davon 182 Magyaren, 87 Roma und 48 Slowaken.
198 Einwohner bekannten sich zur reformierten Kirche, 87 Einwohner zur römisch-katholischen Kirche, drei Einwohner zur griechisch-katholischen Kirche, zwei Einwohner zur Evangelischen Kirche A. B. und ein Einwohner zur evangelisch-methodistischen Kirche. Vier Einwohner waren konfessionslos und bei 22 Einwohnern wurde die Konfession nicht ermittelt.

## Baudenkmäler
- reformierte Kirche